# Tây Canada
Tây Canada (tiếng Anh: Western Canada, tiếng Pháp: Ouest canadien) là khái niệm địa lý của Canada, cũng thường được gọi là các tỉnh miền Tây hoặc địa chỉ ông tây. Nó bao gồm Ontario Tây British Columbia, Alberta, Saskatchewan và Manitoba. Tây Canada có thể được phân chia theo các tiêu chí khác nhau. Thông thường ba tỉnh sau tạo thành ba tỉnh thảo nguyên, British Columbia thường được gọi là tỉnh Thái Bình Dương, British Columbia và Alberta được gọi chung là các tỉnh miền núi. Các thành phố chính ở Tây Canada là Victoria, Vancouver, Calgary, Edmonton, Regina, Saskatoon và Winnipeg. Theo nhân khẩu Canada năm 2011, Tây Canada có dân số hơn 10 triệu người.

## Lịch sử
Đầu những năm 1690, các nhà thám hiểm người Anh, bao gồm Henry Kelsey, đã ở trên lãnh thổ. Sau này thành lập một số pháo đài trong khu vực.
Năm 1872, Đạo luật Đất đai Liên bang đã mở ra để giải quyết khoảng 198 triệu mẫu Anh (80 triệu ha) đất ở phía tây Canada. Nó cung cấp cho một thuộc địa có hệ thống và có trật tự của Tây Canada. Luật pháp yêu cầu, trước bất kỳ cơ sở nào, các lô được khảo sát và chỉ định trên bản đồ, sẽ được lưu giữ trong sổ đăng ký đất đai của địa phương. Để đáp ứng yêu cầu này, chính phủ đã chia lãnh thổ thành một bàn cờ khổng lồ với khoảng 1,25 triệu lô.
Khi ba tỉnh thảo nguyên gia nhập Liên bang hóa Canada (Manitoba năm 1870, Alberta và Saskatchewan năm 1905), họ không được công nhận là có quyền kiểm soát tài nguyên thiên nhiên của họ, một quyền được trao cho các tỉnh khác nhờ vào Đạo luật Bắc Mỹ thuộc Anh. Chính phủ liên bang muốn giữ quyền kiểm soát này để đảm bảo sự hội nhập nhanh chóng của phương Tây vào nền kinh tế Canada. Sự đối xử bất bình đẳng này đang gây ra sự bất mãn ở Tây Canada, nơi chính phủ bị cáo buộc đặt ưu tiên quốc gia trước các tỉnh. Năm 1930, các luật liên quan đến việc chuyển giao tài nguyên thiên nhiên cuối cùng đã nhận ra sự mất cân bằng này và nhượng quyền tài phán đối với vùng đất Crown và tài nguyên thiên nhiên trong biên giới của họ cho các tỉnh Prairi.